# This Time (John Legend)
This Time is een nummer van de Amerikaanse zanger John Legend uit 2009. Het is de vierde en laatste single van zijn derde studioalbum Evolver.
De rustige ballad werd alleen in Nederland een hitje. Het haalde de 6e positie in de Tipparade. Ondanks dat het de Nederlandse Top 40 niet heeft gehaald, heeft het nummer wel van 2011 tot en met 2015 in de Top 2000 gestaan.

## NPO Radio 2 Top 2000
| Nummer met noteringen in de NPO Radio 2 Top 2000 | '11  | '12  | '13 | '14  | '15  |
| ------------------------------------------------ | ---- | ---- | --- | ---- | ---- |
| This Time                                        | 1548 | 1258 | 802 | 1598 | 1603 |

1. ↑  Een vetgedrukt getal geeft de hoogste notering aan.
2. ↑  2011 was het eerste jaar met een notering voor dit nummer.
3. ↑  Deze tabel is bijgewerkt tot en met de laatste editie (2024).